# Classificació de la Copa del Món de futbol 2010-CAF Segona Ronda
Resultats de la Segona Ronda de classificació de la Classificació de la Copa del Món de futbol 2010 i la Copa d'Àfrica de Nacions 2010. Els 48 equips classificats per aquesta ronda (45 directes més 3 de la primera fase) foren dividits en 12 grups de 4 equips cadascun, en el sorteig celebrat a Durban, Sud-àfrica, el 25 de novembre de 2007. Els 12 campions més els 8 millors segons avançaren a la tercera fase. Com en algun grup es produïren baixes, els quarts classificats no van ser comptats per decidir els segons millors classificats.

## Grup 1
Error de Lua a Mòdul:Sports_table/sub a la línia 10: attempt to concatenate local 'text' (a nil value).
| Tanzània    | 1–1    | Maurici       |
| ----------- | ------ | ------------- |
| Mrwanda 70' | Report | Marquette 39' |

| Camerun                       | 2–0    | Cap Verd |
| ----------------------------- | ------ | -------- |
| R. Song 8' · Eto'o 56' (pen.) | Report |          |

| Cap Verd    | 1–0    | Tanzània |
| ----------- | ------ | -------- |
| Babanco 73' | Report |          |

| Maurici | 0–3    | Camerun                           |
| ------- | ------ | --------------------------------- |
|         | Report | Bikey 11' · Eto'o 27' · Bebbe 87' |

| Tanzània | 0–0    | Camerun |
| -------- | ------ | ------- |
|          | Report |         |

| Maurici | 0–1    | Cap Verd        |
| ------- | ------ | --------------- |
|         | Report | Dady 43' (pen.) |

| Camerun        | 2–1    | Tanzània    |
| -------------- | ------ | ----------- |
| Eto'o 67', 89' | Report | Mrwanda 78' |

| Cap Verd                     | 3–1    | Maurici    |
| ---------------------------- | ------ | ---------- |
| Dady 45+1', 57' · Soares 76' | Report | Sophie 67' |

| Maurici       | 1–4    | Tanzània                                     |
| ------------- | ------ | -------------------------------------------- |
| Marquette 13' | Report | Nsajigwa 12' · Khalfan 19' · Tegete 30', 34' |

| Cap Verd | 1–2    | Camerun                |
| -------- | ------ | ---------------------- |
| Lito 39' | Report | Emana 51' · Tchoyi 65' |

| Tanzània                          | 3–1    | Cap Verd   |
| --------------------------------- | ------ | ---------- |
| Iddy 5' · Tegete 26' · Ngassa 74' | Report | Semedo 34' |

| Camerun                                                 | 5–0    | Maurici |
| ------------------------------------------------------- | ------ | ------- |
| Eto'o 26', 47' (pen.) · Meyong Ze 57', 73' · Makoun 71' | Report |         |

## Grup 2
Error de Lua a Mòdul:Sports_table/sub a la línia 10: attempt to concatenate local 'text' (a nil value).
| Namíbia                  | 2–1    | Kenya       |
| ------------------------ | ------ | ----------- |
| Risser 14' · Khaiseb 89' | Report | Makacha 40' |

| Guinea | 0–0    | Zimbàbue |
| ------ | ------ | -------- |
|        | Report |          |

| Kenya          | 2–0    | Guinea |
| -------------- | ------ | ------ |
| Oliech 3', 50' | Report |        |

| Zimbàbue               | 2–0    | Namíbia |
| ---------------------- | ------ | ------- |
| Mushangazhike 27', 68' | Report |         |

| Kenya                   | 2–0    | Zimbàbue |
| ----------------------- | ------ | -------- |
| Mariga 12' · Oliech 85' | Report |          |

| Namíbia    | 1–2    | Guinea                           |
| ---------- | ------ | -------------------------------- |
| Bester 41' | Report | Is. Bangoura 25' · Feindouno 45' |

| Zimbàbue | 0–0    | Kenya |
| -------- | ------ | ----- |
|          | Report |       |

| Guinea                                     | 4–0    | Namíbia |
| ------------------------------------------ | ------ | ------- |
| Feindouno 32' · Is. Bangoura 36', 54', 58' | Report |         |

| Kenya            | 1–0    | Namíbia |
| ---------------- | ------ | ------- |
| Jamal 44' (pen.) | Report |         |

| Zimbàbue | 0–0    | Guinea |
| -------- | ------ | ------ |
|          | Report |        |

| Namíbia                                     | 4–2    | Zimbàbue                    |
| ------------------------------------------- | ------ | --------------------------- |
| Risser 20', 49' · Bester 32' · Shipanga 44' | Report | Nyandoro 51' · Malajila 83' |

| Guinea                                   | 3–2    | Kenya                   |
| ---------------------------------------- | ------ | ----------------------- |
| Is. Bangoura 31' · Bah 51' · Zayatte 80' | Report | Ouma 70' · Oliech 90+3' |

## Grup 3
Error de Lua a Mòdul:Sports_table/sub a la línia 10: attempt to concatenate local 'text' (a nil value).
| Uganda      | 1–0    | Níger |
| ----------- | ------ | ----- |
| Sekagya 56' | Report |       |

| Angola                              | 3–0    | Benín |
| ----------------------------------- | ------ | ----- |
| Flávio 60' · Job 78' · Mendonça 84' | Report |       |

| Benín                                                 | 4–1    | Uganda      |
| ----------------------------------------------------- | ------ | ----------- |
| Omotoyossi 15', 86' · O. Tchomogo 17' · Sessègnon 69' | Report | Ssepuuya 8' |

| Níger       | 1–2    | Angola                      |
| ----------- | ------ | --------------------------- |
| Alassane 3' | Report | Flávio 29' · Yamba Asha 72' |

| Uganda                                     | 3–1    | Angola        |
| ------------------------------------------ | ------ | ------------- |
| Ssepuuya 7' · Batabaire 19' · Wagaluka 75' | Report | Mantorras 90' |

| Níger | 0–2    | Benín                            |
| ----- | ------ | -------------------------------- |
|       | Report | S. Tchomogo 59' · Omotoyossi 65' |

| Benín                           | 2–0    | Níger |
| ------------------------------- | ------ | ----- |
| Ahouéya 45' · Anicet 53' (p.p.) | Report |       |

| Angola | 0–0    | Uganda |
| ------ | ------ | ------ |
|        | Report |        |

| Benín                           | 3–2    | Angola                |
| ------------------------------- | ------ | --------------------- |
| Adénon 2' · Omotoyossi 52', 66' | Report | Flávio 12' · Locó 78' |

| Níger                           | 3–1    | Uganda   |
| ------------------------------- | ------ | -------- |
| Issoufou 68', 85' · Kamilou 87' | Report | Obua 33' |

| Uganda         | 2–1    | Benín          |
| -------------- | ------ | -------------- |
| Massa 50', 53' | Report | Omotoyossi 30' |

| Angola                                            | 3–1    | Níger      |
| ------------------------------------------------- | ------ | ---------- |
| Daouda 53' (p.p.) · Gilberto 68' · Zé Kalanga 73' | Report | Mallam 20' |

## Grup 4
Error de Lua a Mòdul:Sports_table/sub a la línia 10: attempt to concatenate local 'text' (a nil value).
| Guinea Equatorial      | 2–0    | Sierra Leone |
| ---------------------- | ------ | ------------ |
| Ronan 47' · Epitié 57' | Report |              |

| Nigèria                  | 2–0    | Sud-àfrica |
| ------------------------ | ------ | ---------- |
| Uche 10' · Nwaneri 45+1' | Report |            |

| Sud-àfrica                                    | 4–1    | Guinea Equatorial  |
| --------------------------------------------- | ------ | ------------------ |
| Dikgacoi 9', 90+3' · Moriri 33' · Fanteni 62' | Report | Juvenal 78' (pen.) |

| Sierra Leone | 0–1    | Nigèria  |
| ------------ | ------ | -------- |
|              | Report | Yobo 88' |

| Sierra Leone      | 1–0    | Sud-àfrica |
| ----------------- | ------ | ---------- |
| Kallon 22' (pen.) | Report |            |

| Guinea Equatorial | 0–1    | Nigèria |
| ----------------- | ------ | ------- |
|                   | Report | Yobo 5' |

| Sud-àfrica | 0–0    | Sierra Leone |
| ---------- | ------ | ------------ |
|            | Report |              |

| Nigèria                  | 2–0    | Guinea Equatorial |
| ------------------------ | ------ | ----------------- |
| Yakubu 45' · I. Uche 84' | Report |                   |

| Sud-àfrica | 0–1    | Nigèria     |
| ---------- | ------ | ----------- |
|            | Report | I. Uche 71' |

| Sierra Leone          | 2–1    | Guinea Equatorial |
| --------------------- | ------ | ----------------- |
| Conteh 30' · Suma 73' | Report | Bodipo 83' (pen.) |

| Guinea Equatorial | 0–1    | Sud-àfrica    |
| ----------------- | ------ | ------------- |
|                   | Report | Tshabalala 9' |

| Nigèria                                             | 4–1    | Sierra Leone    |
| --------------------------------------------------- | ------ | --------------- |
| Obodo 21' · Obinna 35' · Odemwingie 45' · Odiah 51' | Report | Yobo 32' (p.p.) |

## Grup 5
Error de Lua a Mòdul:Sports_table/sub a la línia 10: attempt to concatenate local 'text' (a nil value).
| Ghana                                | 3–0    | Líbia |
| ------------------------------------ | ------ | ----- |
| Tagoe 16' · Agogo 55' · Kingston 67' | Report |       |

| Líbia                  | 1–0    | Gabon |
| ---------------------- | ------ | ----- |
| Ecuele Manga 5' (p.p.) | Report |       |

| Lesotho                  | 2–3    | Ghana                         |
| ------------------------ | ------ | ----------------------------- |
| Muso 90+1' · Seema 90+2' | Report | Kingston 15' · Agogo 42', 62' |

| Gabon                  | 2–0    | Ghana |
| ---------------------- | ------ | ----- |
| Méyé 42' · N'Guéma 66' | Report |       |

| Lesotho | 0–1    | Líbia     |
| ------- | ------ | --------- |
|         | Report | Osman 81' |

| Líbia                                                   | 4–0    | Lesotho |
| ------------------------------------------------------- | ------ | ------- |
| Al Fazzani 4' · Daoud 50' · Al Shibani 69' · Shaban 81' | Report |         |

| Ghana                   | 2–0    | Gabon |
| ----------------------- | ------ | ----- |
| Tagoe 30' · Muntari 78' | Report |       |

| Gabon                 | 2–0    | Lesotho |
| --------------------- | ------ | ------- |
| Do Marcolino 42', 65' | Report |         |

| Líbia     | 1–0    | Ghana |
| --------- | ------ | ----- |
| Osman 84' | Report |       |

| Lesotho | 0–3    | Gabon                                          |
| ------- | ------ | ---------------------------------------------- |
|         | Report | Ecuele Manga 56' · Méyé 72' · Mbanangoyé 90+4' |

| Gabon          | 1–0    | Líbia |
| -------------- | ------ | ----- |
| Mbanangoyé 82' | Report |       |

| Ghana                              | 3–0    | Lesotho |
| ---------------------------------- | ------ | ------- |
| Appiah 19' · Agogo 24' · Amoah 67' | Report |         |

## Grup 6
Error de Lua a Mòdul:Sports_table/sub a la línia 10: attempt to concatenate local 'text' (a nil value).
| Senegal  | 1–0    | Algèria |
| -------- | ------ | ------- |
| Faye 79' | Report |         |

| Libèria   | 1–1    | Gàmbia    |
| --------- | ------ | --------- |
| Makor 85' | Report | Jarju 17' |

Vuit persones, tots joves, van morir aixafades per la multitud abans d'aquest partit fora de l'estadi.
| Algèria                              | 3–0    | Libèria |
| ------------------------------------ | ------ | ------- |
| Djebbour 14' · Ziani 18', 46' (pen.) | Report |         |

| Gàmbia | 0–0    | Senegal |
| ------ | ------ | ------- |
|        | Report |         |

| Gàmbia            | 1–0    | Algèria |
| ----------------- | ------ | ------- |
| Jaiteh 19' (pen.) | Report |         |

| Libèria                  | 2–2    | Senegal               |
| ------------------------ | ------ | --------------------- |
| Williams 78' · Makor 88' | Report | Diouf 47' · Gueye 55' |

| Algèria   | 1–0    | Gàmbia |
| --------- | ------ | ------ |
| Yahia 33' | Report |        |

| Senegal                              | 3–1    | Libèria     |
| ------------------------------------ | ------ | ----------- |
| Sonko 8' · Diouf 32' · H. Camara 65' | Report | Krangar 89' |

| Algèria                                         | 3–2    | Senegal              |
| ----------------------------------------------- | ------ | -------------------- |
| Cheikh Gueye 60' (p.p.) · Saïfi 67' · Yahia 73' | Report | Diao 54' · Gueye 90' |

| Gàmbia                      | 3–0    | Libèria |
| --------------------------- | ------ | ------- |
| Demba 10', 80' · Jallow 26' | Report |         |

| Libèria | 0–0    | Algèria |
| ------- | ------ | ------- |
|         | Report |         |

| Senegal     | 1–1    | Gàmbia     |
| ----------- | ------ | ---------- |
| Mangane 67' | Report | Jaiteh 87' |

## Grup 7
Error de Lua a Mòdul:Sports_table/sub a la línia 10: attempt to concatenate local 'text' (a nil value).
| Botswana | 0–0    | Madagascar |
| -------- | ------ | ---------- |
|          | Report |            |

| Costa d'Ivori | 1–0    | Moçambic |
| ------------- | ------ | -------- |
| Cissé 75'     | Report |          |

| Madagascar | 0–0    | Costa d'Ivori |
| ---------- | ------ | ------------- |
|            | Report |               |

| Moçambic | 1–2    | Botswana                   |
| -------- | ------ | -------------------------- |
| Lobo 60' | Report | Selolwane 20' · Mafoko 80' |

| Botswana      | 1–1    | Costa d'Ivori |
| ------------- | ------ | ------------- |
| Selolwane 25' | Report | Akalé 64'     |

| Madagascar           | 1–1    | Moçambic  |
| -------------------- | ------ | --------- |
| Mamihasindrahona 90' | Report | Dário 33' |

| Moçambic                                     | 3–0    | Madagascar |
| -------------------------------------------- | ------ | ---------- |
| Tico-Tico 23' · Carlitos 62' · Domingues 63' | Report |            |

| Costa d'Ivori                            | 4–0    | Botswana |
| ---------------------------------------- | ------ | -------- |
| Sanogo 16' · Zokora 21' · Cissé 46', 70' | Report |          |

| Madagascar        | 1–0    | Botswana |
| ----------------- | ------ | -------- |
| Rabemananjara 18' | Report |          |

| Moçambic | 1–1    | Costa d'Ivori |
| -------- | ------ | ------------- |
| Miro 52' | Report | B. Koné 48'   |

| Botswana | 0–1    | Moçambic  |
| -------- | ------ | --------- |
|          | Report | Genito 6' |

| Costa d'Ivori                      | 3–0    | Madagascar |
| ---------------------------------- | ------ | ---------- |
| Sanogo 42', 55' · Kalou 66' (pen.) | Report |            |

## Grup 8
Error de Lua a Mòdul:Sports_table/sub a la línia 10: attempt to concatenate local 'text' (a nil value).
| Ruanda                                        | 3–0    | Mauritània |
| --------------------------------------------- | ------ | ---------- |
| Karekezi 15' · Makasi 60' (pen.) · Bokota 75' | Report |            |

| Marroc                                         | 3–0    | Etiòpia |
| ---------------------------------------------- | ------ | ------- |
| Benjelloun 4' · Aboucherouane 12' · Kharja 86' | Report |         |

| Mauritània          | 1–4    | Marroc                                                |
| ------------------- | ------ | ----------------------------------------------------- |
| Da Silva 82' (pen.) | Report | Sektioui 8' · Benjelloun 36' · Safri 59' · Kharja 79' |

| Etiòpia    | 1–2    | Ruanda          |
| ---------- | ------ | --------------- |
| Tafese 47' | Report | Makasi 66', 89' |

| Mauritània | 0–1    | Etiòpia       |
| ---------- | ------ | ------------- |
|            | Report | Saladin 90+2' |

| Ruanda                                 | 3–1    | Marroc    |
| -------------------------------------- | ------ | --------- |
| Makasi 14' · Bokota 58' · Karekezi 90' | Report | Safri 80' |

| Marroc                         | 2–0    | Ruanda |
| ------------------------------ | ------ | ------ |
| Safri 11' (pen.) · El Zhar 49' | Report |        |

| Etiòpia                                                            | 6–1    | Mauritània |
| ------------------------------------------------------------------ | ------ | ---------- |
| Tefera 41' (pen.), 89' · Nigussie 55', 63' · Mesud 83' · Adane 90' | Report | Ely 44'    |

| Mauritània | 0–1    | Ruanda   |
| ---------- | ------ | -------- |
|            | Report | Bobo 81' |

| Etiòpia | Cancelled | Marroc |
| ------- | --------- | ------ |
|         |           |        |

 Addis Ababa Stadium, Addis Ababa
| Ruanda | Cancelled | Etiòpia |
| ------ | --------- | ------- |
|        |           |         |

 Stade Amahoro, Kigali
| Marroc                                          | 4–1    | Mauritània  |
| ----------------------------------------------- | ------ | ----------- |
| Safri 35' (pen.) · Hadji 56', 60' · Zemmama 66' | Report | Teguedi 68' |

## Grup 9
Error de Lua a Mòdul:Sports_table/sub a la línia 10: attempt to concatenate local 'text' (a nil value).
| Burundi          | 1–0    | Seychelles |
| ---------------- | ------ | ---------- |
| S. Ndikumana 81' | Report |            |

| Tunísia    | 1–2    | Burkina Faso  |
| ---------- | ------ | ------------- |
| Belaid 38' | Report | Koné 85', 87' |

| Seychelles | 0–2    | Tunísia                   |
| ---------- | ------ | ------------------------- |
|            | Report | Jemâa 10' · Ben Saada 43' |

| Burkina Faso    | 2–0    | Burundi |
| --------------- | ------ | ------- |
| Dagano 25', 47' | Report |         |

| Seychelles                 | 2–3    | Burkina Faso         |
| -------------------------- | ------ | -------------------- |
| Zialor 46' · Annacoura 52' | Report | Dagano 26', 55', 78' |

| Burundi | 0–1    | Tunísia   |
| ------- | ------ | --------- |
|         | Report | Jaïdi 66' |

| Burkina Faso                          | 4–1    | Seychelles   |
| ------------------------------------- | ------ | ------------ |
| Kaboré 20' · Kéré 29', 64' · Koné 89' | Report | St. Ange 44' |

| Tunísia                          | 2–1    | Burundi         |
| -------------------------------- | ------ | --------------- |
| Ben Saada 30' (pen.) · Jemâa 44' | Report | Mbazumutima 45' |

| Seychelles | 1–2    | Burundi                        |
| ---------- | ------ | ------------------------------ |
| Zialor 63' | Report | Mbazumutima 27' · Nahimana 64' |

| Burkina Faso | 0–0    | Tunísia |
| ------------ | ------ | ------- |
|              | Report |         |

| Tunísia                                                         | 5–0    | Seychelles |
| --------------------------------------------------------------- | ------ | ---------- |
| Essifi 5', 68' · Mikari 18' · Ben Frej 20' · Ben Khalfallah 43' | Report |            |

| Burundi      | 1–3    | Burkina Faso                |
| ------------ | ------ | --------------------------- |
| Nahimana 43' | Report | Bancé 18' · Dagano 54', 76' |

## Grup 10
Error de Lua a Mòdul:Sports_table/sub a la línia 10: attempt to concatenate local 'text' (a nil value).
| Mali                                                   | 4–2    | Congo            |
| ------------------------------------------------------ | ------ | ---------------- |
| S. Keita 2', 61' · A. Coulibaly 32' · S. Coulibaly 42' | Report | Mouithys 5', 75' |

| Txad        | 1–2    | Mali                   |
| ----------- | ------ | ---------------------- |
| Kedigui 43' | Report | Kanouté 5', 21' (pen.) |

| Congo        | 1–0    | Sudan |
| ------------ | ------ | ----- |
| Endzanga 60' | Report |       |

| Txad                      | 2–1    | Congo      |
| ------------------------- | ------ | ---------- |
| Kedigui 40' · Djerabe 47' | Report | Batota 30' |

| Sudan                                              | 3–2    | Mali             |
| -------------------------------------------------- | ------ | ---------------- |
| Ala'a Eldin 45' · Muhannad 72' (pen.) · Tambal 80' | Report | Kanouté 69', 90' |

| Congo                 | 2–0    | Txad |
| --------------------- | ------ | ---- |
| Minga 13' · Ibara 67' | Report |      |

| Mali                            | 3–0    | Sudan |
| ------------------------------- | ------ | ----- |
| Kanouté 25' · S. Keita 60', 67' | Report |       |

| Sudan      | 1–2    | Txad                    |
| ---------- | ------ | ----------------------- |
| Tambal 77' | Report | Mbaiam 28' · Hassan 82' |

| Congo        | 1–0    | Mali |
| ------------ | ------ | ---- |
| Endzanga 87' | Report |      |

| Txad      | 1–3    | Sudan                                             |
| --------- | ------ | ------------------------------------------------- |
| Djime 34' | Report | Ahmed Aadil 4' · Agab 48' (pen.) · Saif Eldin 76' |

| Mali                 | 2–1    | Txad      |
| -------------------- | ------ | --------- |
| S. Y. Keita 44', 83' | Report | Djime 75' |

| Sudan                   | 2–0    | Congo |
| ----------------------- | ------ | ----- |
| Muhannad 31' · Agab 74' | Report |       |

## Grup 11
Error de Lua a Mòdul:Sports_table/sub a la línia 10: attempt to concatenate local 'text' (a nil value).
| Togo        | 1–0    | Zàmbia |
| ----------- | ------ | ------ |
| Olufadé 16' | Report |        |

| Swazilàndia                 | 2–1    | Togo        |
| --------------------------- | ------ | ----------- |
| Dlamini 55' · Salelwako 72' | Report | Olufadé 88' |

| Swazilàndia | 0–0    | Zàmbia |
| ----------- | ------ | ------ |
|             | Report |        |

| Zàmbia                | 1–0    | Swazilàndia |
| --------------------- | ------ | ----------- |
| C. Katongo 85' (pen.) | Report |             |

| Zàmbia         | 1–0    | Togo |
| -------------- | ------ | ---- |
| F. Katongo 31' | Report |      |

| Togo                                                    | 6–0    | Swazilàndia |
| ------------------------------------------------------- | ------ | ----------- |
| Salifou 16' · Adebayor 29', 46', 71', 85' · Olufadé 45' | Report |             |

## Grup 12
Error de Lua a Mòdul:Sports_table/sub a la línia 10: attempt to concatenate local 'text' (a nil value).
| Malawi                                                                                           | 8–1    | Djibouti  |
| ------------------------------------------------------------------------------------------------ | ------ | --------- |
| Kafoteka 3' · Kanyenda 19', 46', 48' · Kamwendo 66' · Chavula 72' · Ng'ambi 78' · Mkandawire 83' | Report | Daher 23' |

| Egipte             | 2–1    | República Democràtica del Congo |
| ------------------ | ------ | ------------------------------- |
| Zaky 67' · Eid 80' | Report | Ilunga 44'                      |

| Djibouti | 0–4    | Egipte                                             |
| -------- | ------ | -------------------------------------------------- |
|          | Report | Zaky 40' · Hosny 47' (pen.) · Hassan 54' · Eid 65' |

| República Democràtica del Congo | 1–0    | Malawi |
| ------------------------------- | ------ | ------ |
| Matumona 75' (pen.)             | Report |        |

| Djibouti | 0–6    | República Democràtica del Congo                              |
| -------- | ------ | ------------------------------------------------------------ |
|          | Report | Mbokani 25', 48' · Nonda 31' · Matumona 40', 49' · Mputu 79' |

| Malawi        | 1–0    | Egipte |
| ------------- | ------ | ------ |
| Msowoya 90+3' | Report |        |

| República Democràtica del Congo                     | 5–1    | Djibouti  |
| --------------------------------------------------- | ------ | --------- |
| Nonda 10', 45+2', 52' · Tshinyama 59' · Mbokani 63' | Report | Hirir 85' |

| Egipte          | 2–0    | Malawi |
| --------------- | ------ | ------ |
| Moteab 17', 50' | Report |        |

| Djibouti | 0–3    | Malawi                                 |
| -------- | ------ | -------------------------------------- |
|          | Report | Msowoya 45' · Chavula 60' · Nyondo 70' |

| República Democràtica del Congo | 0–1    | Egipte        |
| ------------------------------- | ------ | ------------- |
|                                 | Report | Aboutrika 30' |

| Malawi                    | 2–1    | República Democràtica del Congo |
| ------------------------- | ------ | ------------------------------- |
| Ng'ambi 55' · Msowoya 82' | Report | LuaLua 12'                      |

| Egipte                                                            | 4–0    | Djibouti |
| ----------------------------------------------------------------- | ------ | -------- |
| Emad Moteab 19' · Hassan 50' · Aboutrika 66' · Riyad 90+2' (p.p.) | Report |          |

## Millors segons classificats
Juntament amb els 12 guanyadors de grup, els 8 millors subcampions també van passar a la tercera ronda. A l'hora de determinar la classificació dels subcampions, els resultats contra l'equip quart classificat (per a grups amb 4 equips) foren exclosos (i, per tant, queden exclosos de la taula següent).
Error de Lua a Mòdul:Sports_table/sub a la línia 10: attempt to concatenate local 'text' (a nil value).